# John Stallings
John Robert Stallings Jr. (Morrilton, 22 de julho de 1935 — Berkeley, 24 de novembro de 2008) foi um matemático estadunidense.
Conhecido por suas contribuições fundamentais à teoria geométrica de grupos e topologia de baixa dimensão. Stallings foi professor emérito do Departamento de Matemática da Universidade da Califórnia em Berkeley, onde foi membro da faculdade desde 1967. Publicou mais de 50 artigos, predominando as áreas de teoria geométrica de grupos e 3-variedade.

## Publicações selecionadas
- Stallings, John (1960), «Polyhedral homotopy spheres», Bulletin of the American Mathematical Society, 66: 485–488, MR 0124905
- Stallings, John; Zeeman, E. C. (1962), «The piecewise-linear structure of Euclidean space», Proceedings of the Cambridge Philosophical Society, 58 (03): 481–488, MR 0149457, doi:10.1017/S0305004100036756
- Stallings, John (1962), «On fibering certain 3-manifolds», Topology of 3-manifolds and related topics (Proc. The Univ. of Georgia Institute, 1961), Prentice Hall, pp. 95–100, MR 0158375
- Stallings, John (1965), «Homology and central series of groups», Journal of Algebra, 2 (2): 170–181, MR 0175956, doi:10.1016/0021-8693(65)90017-7
- Stallings, John (1963), «A finitely presented group whose 3-dimensional integral homology is not finitely generated», The Johns Hopkins University Press, American Journal of Mathematics, 85 (4): 541–543, JSTOR 2373106, MR 0158917, doi:10.2307/2373106
- Stallings, John (1968), «On torsion-free groups with infinitely many ends», Annals of Mathematics, Annals of Mathematics. Second Series, 88 (2): 312–334, JSTOR 1970577, MR 0228573, doi:10.2307/1970577
- Stallings, John (1971), Group theory and three-dimensional manifolds, ISBN 0-300-01397-3, Yale University Press, MR 0415622
- Stallings, John (1978), «Constructions of fibred knots and links», Algebraic and geometric topology (Proc. Sympos. Pure Math., Stanford Univ., Stanford, Calif., 1976), Part 2, Proc. Sympos. Pure Math., XXXII, Providence, R.I.: American Mathematical Society, pp. 55–60, MR 520522
- Stallings, John (1983), «Topology of finite graphs», Inventiones Mathematicae, 71 (3): 551–565, MR 695906, doi:10.1007/BF02095993[ligação inativa], with over 100 recent citations
- Stallings, John (1991), «Folding G-trees», Arboreal group theory (Berkeley, CA, 1988), ISBN 0-387-97518-7, Mathematical Sciences Research Institute Publications, 19, New York: Springer, pp. 355–368, MR 1105341
- Stallings, John (1991), «Non-positively curved triangles of groups», Group theory from a geometrical viewpoint (Trieste, 1990), ISBN 981-02-0442-6, River Edge, NJ: World Scientific, pp. 491–903, MR 1170374